# Hans Morf
Hans Morf (* 16. Dezember 1896 in Winterthur; † 10. Dezember 1990 in Bern, reformiert, heimatberechtigt in Winterthur und Uster) war ein Schweizer Jurist und Bundesbeamter.

## Leben
Hans Morf kam am 16. Dezember 1896 in Winterthur als Sohn des bei der Sulzer AG Winterthur als Giessereimeister beschäftigten Alfred Morf und der Berta ebenfalls geborene Morf zur Welt. Nachdem Morf 1915 die Matura an einem Winterthurer Gymnasium abgelegt hatte, absolvierte er zunächst bis 1917 ein Bankpraktikum bei der Schweizerischen Kreditanstalt, bevor er ein Studium der Rechte an den Universitäten Zürich und Bern aufnahm, das er 1922 mit dem Erwerb des akademischen Grades eines Dr. iur. abschloss. Dazu erhielt er 1924 das Zürcher Anwaltspatent.

## Beruflicher Werdegang
Hans Morf war zuerst von 1922 bis 1924 als Gerichtssubstitut in Horgen angestellt. In der Folge war er bis 1925 als Rechtsanwalt in Freiburg, anschliessend bis 1928 als Gerichtsschreiber in Horgen und schliesslich bis 1934 als Sekretär am Bundesgericht, tätig. Danach fungierte er bis 1935 als Mitglied des Obersten Gerichtshofs des vom Völkerbund verwalteten Saargebiets.
Ab 1935 führte er eine Anwaltskanzlei in Winterthur. Dazu wurde ihm im selben Jahr die Leitung des Eidgenössischen Amts für geistiges Eigentum übertragen, die er bis 1962 innehatte. Während seiner Amtszeit wuchsen die Aufgaben infolge des gewaltigen Aufschwungs der Technik ständig an. Zu den dringlichsten Geschäften zählten das Patent-, Marken-, Muster-, Modell- sowie das Urheberrechtsgesetz.
Hans Morf heiratete im Jahr 1929 Helena geborene Schuppisser. Er verstarb am 10. Dezember 1990 sechs Tage vor Vollendung seines 94. Lebensjahres in Bern.